# Amsterdam-Churchill
Amsterdam-Churchill és una concentració de població designada pel cens dels Estats Units a l'estat de Montana. Segons el cens del 2000 tenia 727 habitants.

## Demografia
Segons el cens del 2000, Amsterdam-Churchill tenia 727 habitants, 255 habitatges, i 201 famílies. La densitat de població era de 68,6 habitants per km².
Dels 255 habitatges en un 37,6% hi vivien nens de menys de 18 anys, en un 71% hi vivien parelles casades, en un 3,9% dones solteres, i en un 20,8% no eren unitats familiars. En el 19,6% dels habitatges hi vivien persones soles el 7,8% de les quals corresponia a persones de 65 anys o més que vivien soles. El nombre mitjà de persones vivint en cada habitatge era de 2,71 i el nombre mitjà de persones que vivien en cada família era de 3,1.
Per edats la població es repartia de la següent manera: un 28,9% tenia menys de 18 anys, un 5% entre 18 i 24, un 26,3% entre 25 i 44, un 21,6% de 45 a 60 i un 18,3% 65 anys o més.
L'edat mediana era de 39 anys. Per cada 100 dones de 18 o més anys hi havia 91,5 homes.
La renda mediana per habitatge era de 40.139 $ i la renda mediana per família de 42.431 $. Els homes tenien una renda mediana de 34.412 $ mentre que les dones 19.107 $. La renda per capita de la població era de 16.767 $. Aproximadament el 6,3% de les famílies i l'11,7% de la població estaven per davall del llindar de pobresa.

## Poblacions més properes
El següent diagrama mostra les poblacions més properes.